# 伊德羅蘭迪亞 (戈亞斯州)

伊德羅蘭迪亞（葡萄牙語：Hidrolândia），是巴西的城鎮，位於該國中部，由戈亞斯州負責管轄，始建於1948年11月5日，面積944平方公里，海拔高度814米，2010年人口17,398，人口密度每平方公里18.43人。